# Family7 Magazine
Family7 Magazine is een maandelijks verschijnende programmagids van de Nederlandse familiezender Family7. Het blad bestaat sinds 2011 en verschijnt elf keer per jaar en wordt verspreid onder de sponsors van Family7. 
De eerste editie werd nog uitgegeven in eigen beheer, in maart 2011, onder de naam Family7 TV-Magazine. In 2013 kreeg het blad een nieuwe vormgeving en is het Family7 Magazine gaan heten. Sinds 2022 is de oplage gestegen tot 17.000 exemplaren.
Family7 Magazine wordt geproduceerd door Christoffer Productions in Apeldoorn.

## Oplagecijfers
- 2021: 16.500
- 2025: 15.500